# Albert Bourlon
Albert Bouorlon (ur. 23 listopada 1916 w Sancergues, zm. 16 października 2013 w Bourges) – francuski kolarz, znany z rekordowej, udanej ucieczki podczas Tour de France – 11 lipca 1947 r., kiedy zwyciężył etap Carcassonne – Luchon po 253 kilometrowej, samotnej ucieczce. W momencie poprzedzającym  śmierć był także najstarszym żyjącym uczestnikiem Tour de France (po śmierci Pierre'a Cogana).